# Gare d'Hiekkaharju
La gare d'Hiekkaharju (en finnois : Hiekkaharjun rautatieasema) est une gare ferroviaire située à Vantaa en Finlande.